# Boulangerit
Boulangerit är ett sulfosaltmineral, som består av bly, antimon och svavel. Den uppkallades 1837 efter den franske gruvingenjören Charles Boulanger och hade varit en giltig art sedan före IMA. Den beskrevs första gången före 1959. Det bildar metalliska grå monoklina kristaller. I bland bildar kristallerna en fin och lätt massa som kallas plumosit.

## Egenskaper
Boulangerit ansågs vara ett riktigt sällsynt mineral tills det senare hittades många malmfyndigheter av nämnda mineral. Numera betraktas det som ett ovanligt mineral, vilket är ganska billigt, med en färg av ljusblå till svart till grått. Mineralets damm är svart. Pseudohexagonal form är vanligt för detta mineral. Det bildar sällan ringar. Det är homeotypen av lopatkait. Den starka undercellen är ortohombisk och har en halverad c. Den bildar små, långsträckta prismiska eller fina, nålliknande kristaller. Varje kristall kan växa upp till några centimeter, och kristaller kan bara särskiljas i antingen ett förstorat foto eller under ett mikroskop, eftersom den är nästan lika tunt som ett hårstrå. 
En av dess unika egenskaper är de parallella fibrerna i förlängningens riktning, även om fibrösa radiella, fjädriga massor inte heller är ovanliga. Med andra ord är det plumose, vilket betyder att aggregat bildar plymliknande former. Den senare är den så kallade plumositvarianten av mineralet, namnet härrör från att aggregaten är plymer, även om det också kan förekomma i filtliknande fibrösa eller i tjocka granulära kluster. Lyster är alltid antingen mattblågrå eller metallisk blygrå. Det är ett riktigt tungt, men mjukt mineral, som lätt kan brytas, även om det inte kan repas med naglar på grund av samma hårdhet (2,5 - 3). Att mineralet är tungt även om det är mjukt beror på dess kompakta massa. Klyvningen är i allmänhet bra. Vid fibrös typ är fibrerna flexibla. Det är ett ogenomskinligt mineral. Smältpunkten för den är riktigt låg, 1 på Kobell-smältbarhetsskalan, som är cirka 525 °C vid vilken temperatur det smälter. Det är helt lösligt i väteklorid. Under reaktionen med saltsyra skapar den vätesulfid. I salpetersyra är den delvis löslig. Den har en disktinct anisotropism och visar svaga pleochroiska attribut. Vanliga föroreningar är järn, koppar, tenn och zink. Den består mestadels av bly (54,88 procent) så det kan användas som blymalm, men de andra huvudkomponenterna är antimon (26,44 procent) (vilket också är anledningen till att mineralet vanligtvis bildas i antimonavlagringar) och svavel (18,68 procent).

## Förekomst

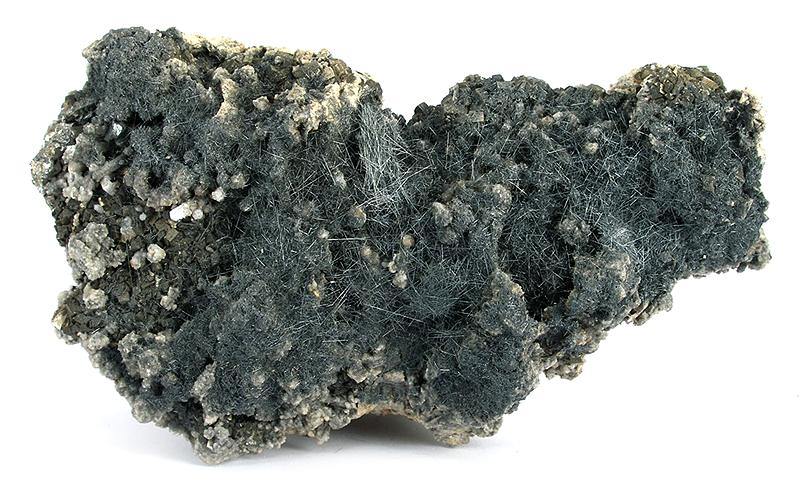
Boulangerit, som täcker ett block av kalksten

Boulangerit bildas vanligtvis i förening av bly- eller antimonavlagringar, i en lodeisk miljö. Det kan också hittas tillsammans med metamorfa bergarter, till exempel i Apuanalperna. De exemplar som bildas på dessa metamorfa bergarter förekommer i form av fina kristallnålar. Det finns också vanligtvis med andra sulfider också, som med arsenopyrit, pyrrhotit, galena eller sfalerit, men kan också förekomma med sideriter, dolomiter och kvartser. Det kan förekomma i intergrowths med jamesonit och meneghinit, kvarts eller sfalerit. 
Vanliga fyndplatser är Tyskland, Schweiz, Kanada, Tjeckien, det gamla Jugoslavien, Uralregionen i Ryssland och från de brittiska parkstadsgruvorna i Utah. De mest kända fyndplatserna inkluderar Gutinbergen, mer specifikt Herja, Baia Mare, Baia Sprie, även om det förekommer i större mängder vid de slovakiska malmbergen (Spišsko-gemerské rudohorie), särskilt Čučma och Zlatá Idka. Ett fåtal exemplar finns i Ungern, i malmgruvan Gyöngyösoroszi, på franska i Provence, och som nämnts ovan, i Italien, kan den hittas i de toskanska Apuanalperna, i Bottinogruvan, men den förekommer sällan i carraramarmor också.

## Användning
Vid första anblicken är det svårt att skilja boulangerit från zinkenit eller jamesonit, så korrekt utrustning är avgörande för identifieringen. I strukturen finns sammankopplade SbS3-grupper som i zinkenit, jamesonit och robinsonit. De mindre och vackra nålliknande kristallerna lockar många samlare. När det gäller den ekonomiska användningen av boulangerit kan den användas som blymalm. Användningen av nämnda mineral är endast rimlig när den förekommer i tillräckligt utbredda, brytbara avlagringar.